# Alkmaar
Alkmaar körülbelül 94 000 lakost számláló város Hollandiában, amely 1254-ben nyerte el a városi rangot (ennek 750. évi jubileumát ünnepelték 2004-ben). Emellett a sajt, a tengerpart és a kultúra városának is nevezik.

## Története
"A győzelem Alkmaarban kezdődött". Ez a jelmondat Alkmaar történetének egyik legnevezetesebb eseményére utal: a spanyol megszállás alól való felszabadulásra 1573-ban. E gazdag és rangos múlt öröksége még ma is fellelhető a város központjában. A csatornák, melyeken jellegzetes felvonóhidak ívelnek át, a több mint 400 belvárosi műemlék, a csöndes udvarok, a házak régi homlokzata, a keskeny utcácskák, melyekben apró boltok sorakoznak - mind-mind a városközpont jellegzetes arculatának fontos összetevői.
A történelem évszázadai Alkmaart igen vonzó várossá alakították. Egyik büszkesége az „ő” Canada terük, ahol öt nagy kulturális intézmény kapott helyet. Ezek a létesítmények a különféle kiállítások, a színház, a képzőművészetek, a zene, a könyvek és az új médiumok széles palettájáról nyújtanak kínálatot. A turistáknak is kedvelt úticélja Alkmaar elsősorban a pénteki sajtpiacnak köszönhetően, mely érdeklődők ezreit vonzza ide az egész világból, de azért is, mert a város mind a tengerparthoz, mind pedig a fővároshoz közel fekszik.

## Háztartások száma
Alkmaar háztartásainak száma az elmúlt években az alábbi módon változott:
| Háztartások száma | 48 917 | 49 036 | 49 473 | 49 740 | 49 778 | 50 002 |
|                   | 2010   | 2011   | 2012   | 2013   | 2014   | 2015   |

## Múzeumai
- Beatles Múzeum
- Holland Sajtmúzeum
- Nemzeti Sörmúzeum "De Boom"
- Alkmaar Városi Múzeum

## Testvérvárosai
- Bath (Nagy-Britannia)
- Bergama (Törökország)
- Darmstadt (Németország)
- Troyes (Franciaország)
- Tata (Magyarország) (1985 óta)

## Híres emberek
- Willem Blaeu (1571–1638), térképész
- Marco Borsato (* 1966), énekes
- Anna Louisa Geertruida Bosboom-Toussaint (1812–1886), regényírónő
- Rudi Carrell (1934–2006), műsorvezető
- Nycke Groot (* 1988), kézilabdázó
- Wesley Hoedt (* 1994), labdarúgó
- Jan van Scorel (1495–1562), festő

## Galéria

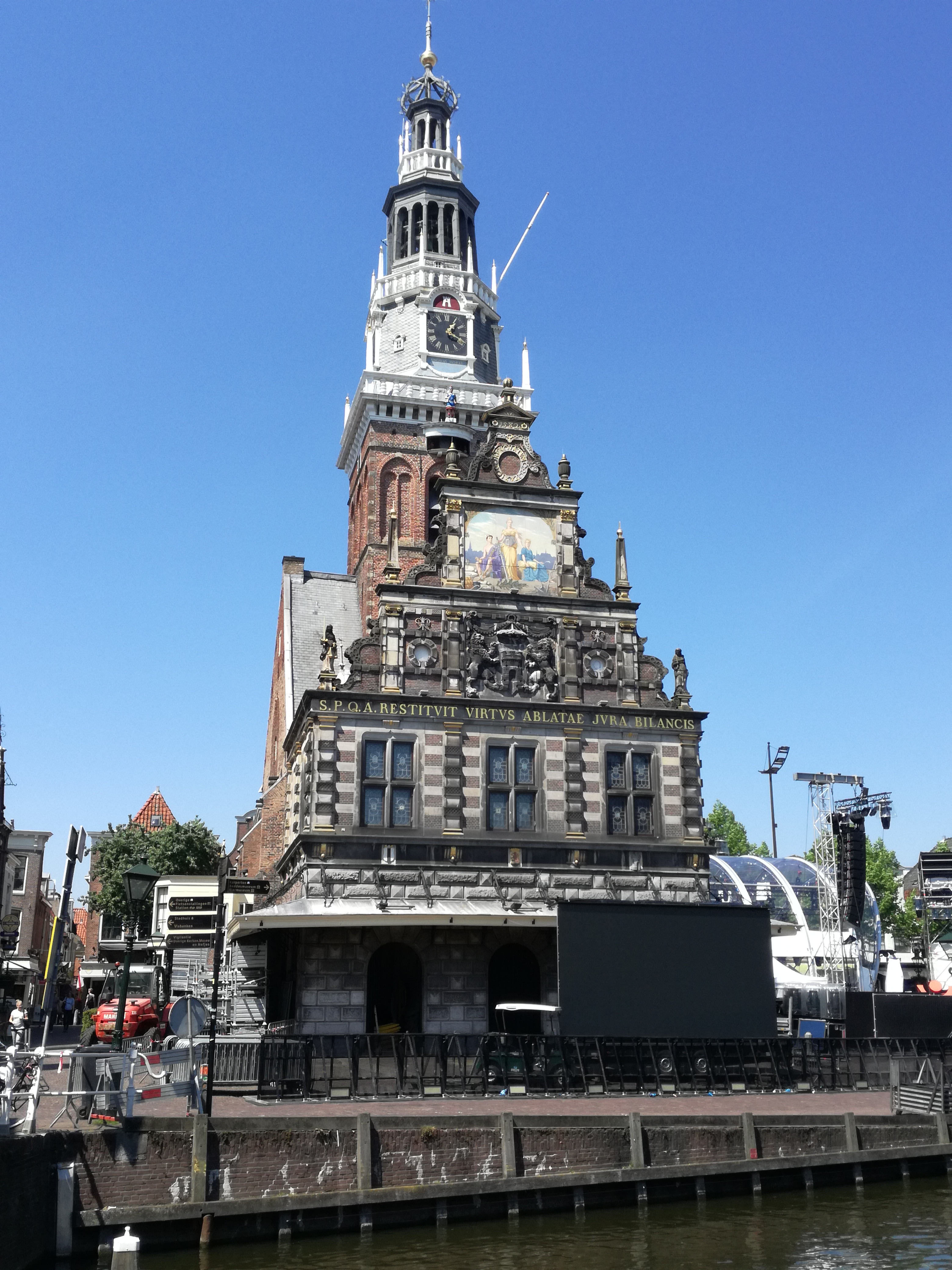
De Waag
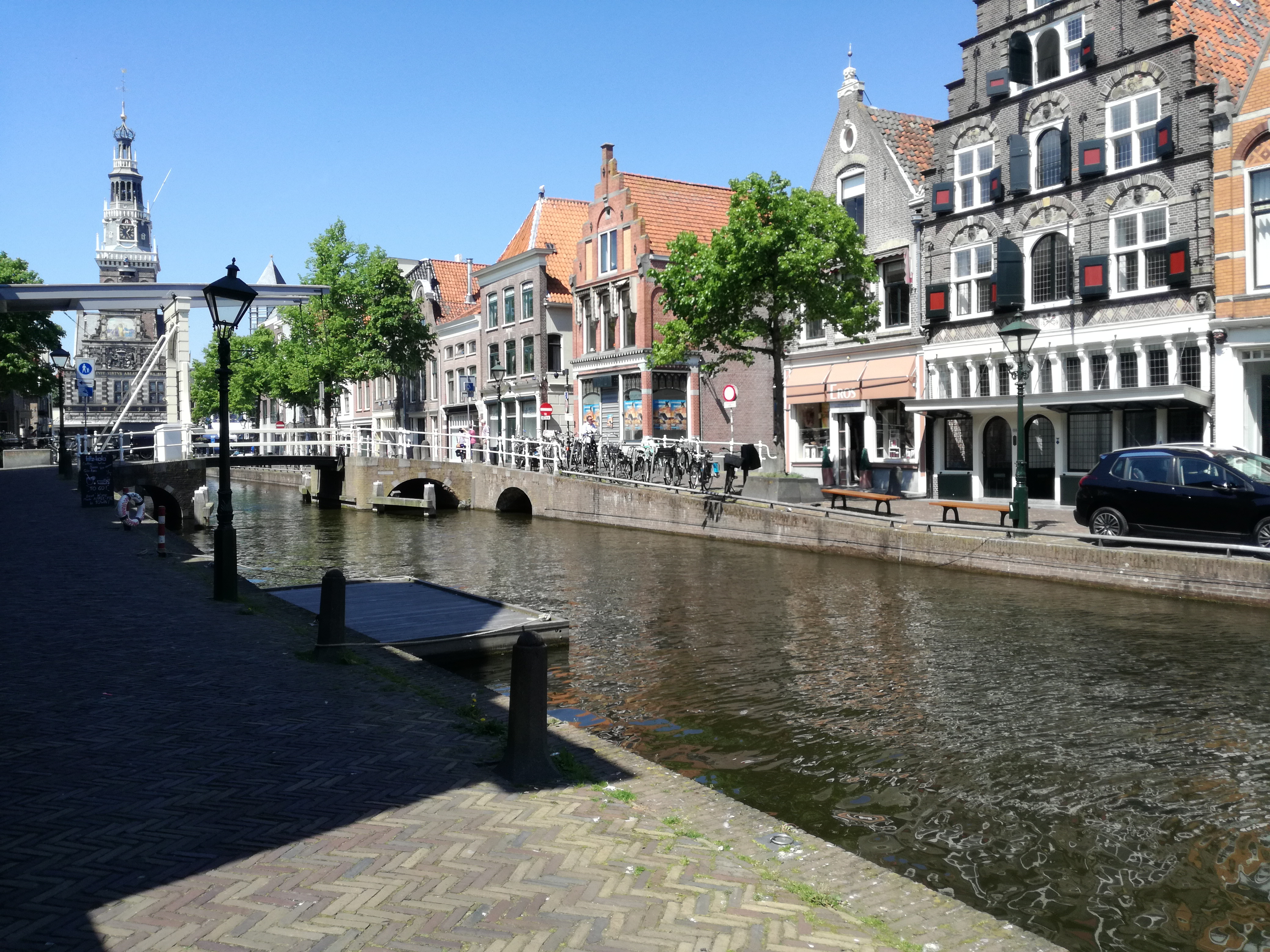
Zijdam
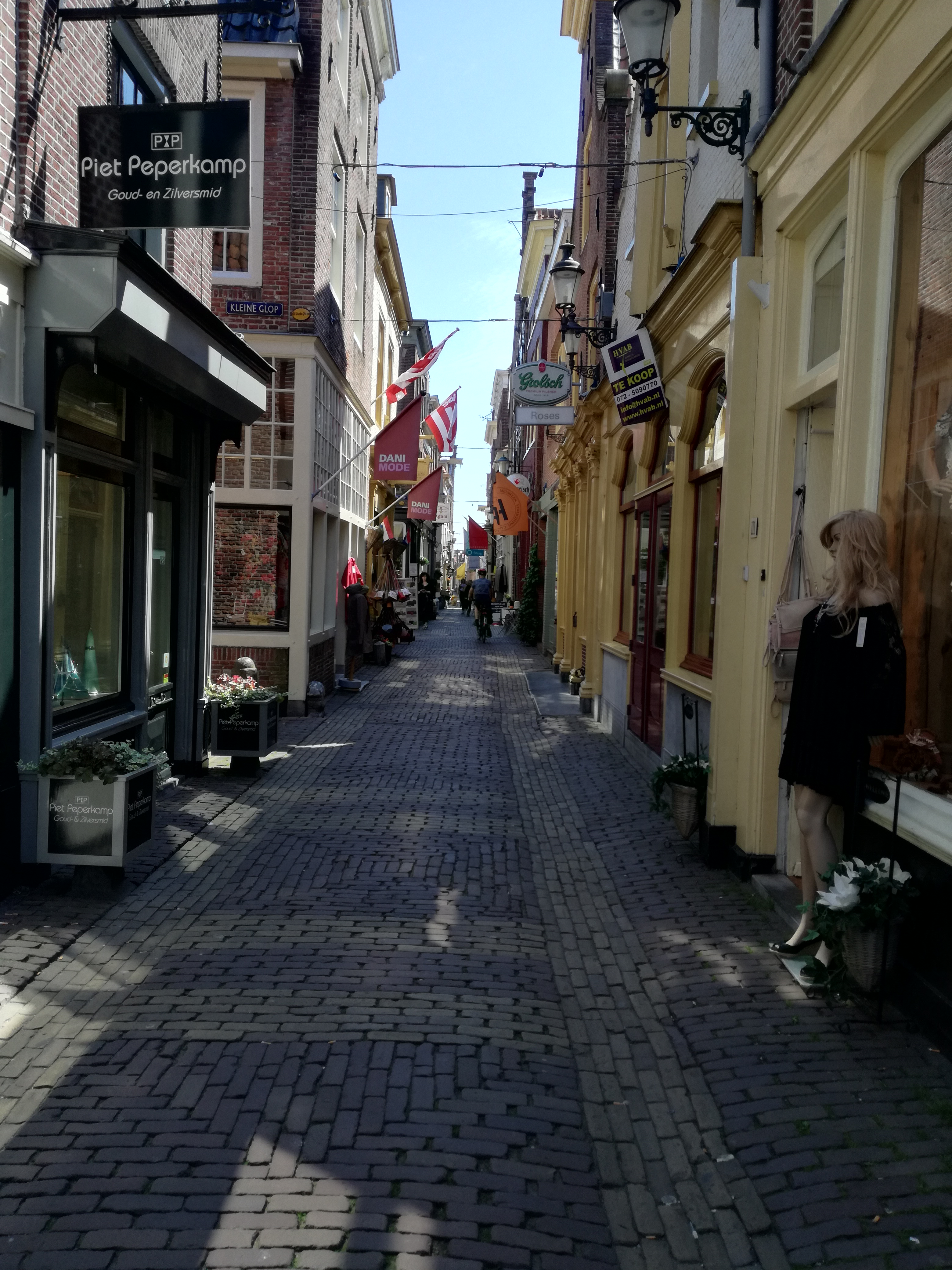
Fnidsen
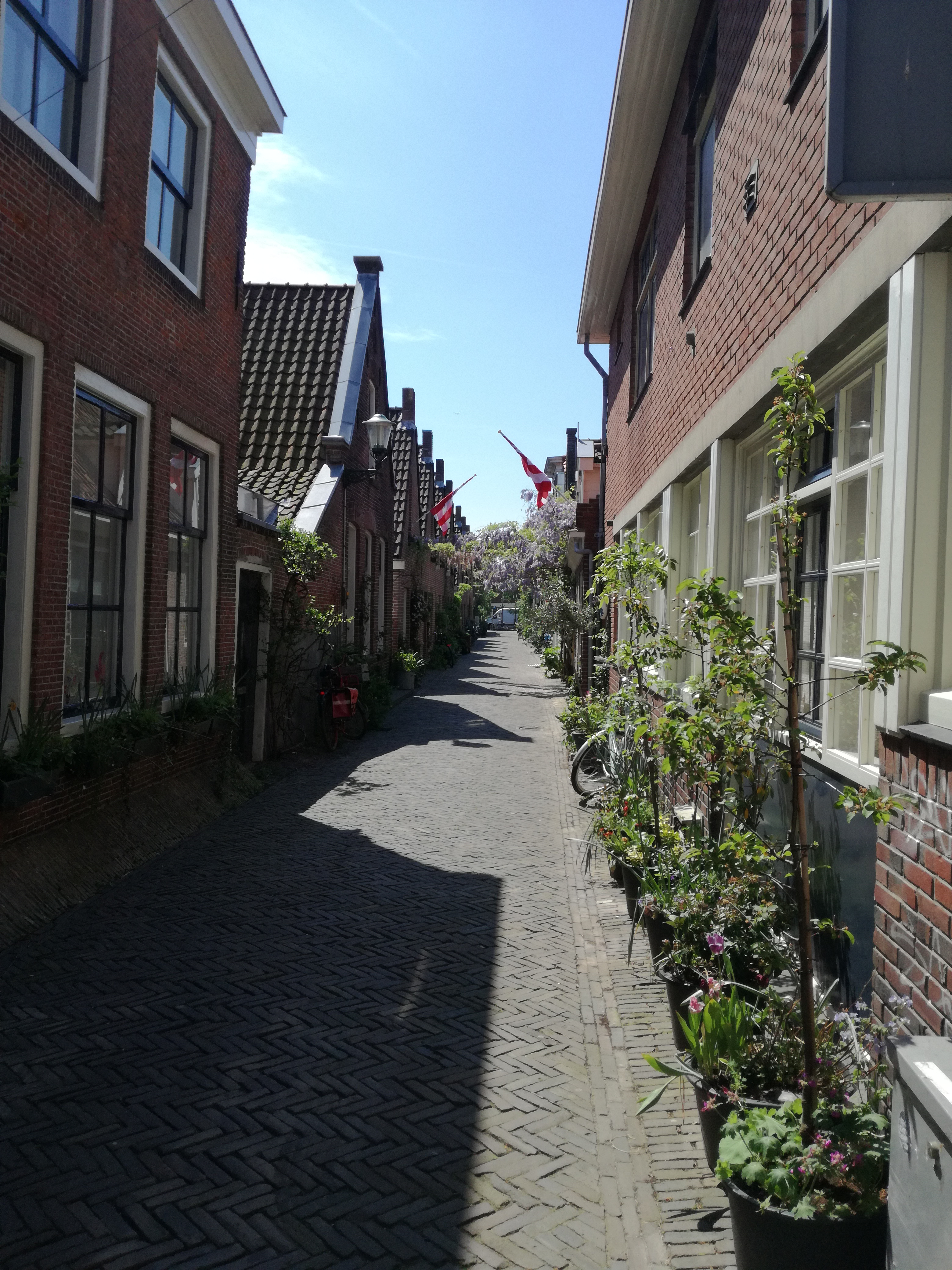
Hekelstraat